# Loco lindo
 Loco lindo  es una película argentina en blanco y negro dirigida por Arturo S. Mom sobre guion de Conrado Nalé Roxlo y José B. Cairola que se estrenó el 13 de mayo de 1936 y que tuvo como protagonistas a Luis Sandrini, Sofía Bozán y Tomás Simari. La película incluye tangos interpretados por Sofía Bozán y por Ernesto Famá.

## Sinopsis
El empleado de almacén de un pueblo viaja a Buenos Aires para rescatar de una banda de delincuentes a la joven de la que está enamorado.

## Reparto
- Luis Sandrini ... Miguelito Andrade
- Sofía Bozán ... Negra
- Tomás Simari ... Don Florencio
- Ernesto Famá ... Cantor
- Anita Jordán ... Carmencita
- Pedro Fiorito ... Peralta
- Juan Sarcione ... Ponciano
- Miguel Mileo
- Susana Vargas
- Aída Luz
- Antonio Capuano
- Ricardo de Rosas
- Fausto Fornoni
- Francisco García Garaba
- Alfredo Gobbi
- Miguel Gómez Bao ... Transpunte
- Raimundo Pastore ... Braulio
- Rosa Rosen ... Muchacha en almacén

## Comentario
El crítico Roland opinó que todo el interés del filme se concentra en tono a la personalidad de Sandrini.